# 트로페 데 샹피옹 2021
트로페 데 샹피옹 2021(2021 Trophée des Champions)은 트로페 데 샹피옹의 26번째 대회로 2021년 8월 1일에 이스라엘의 텔아비브에 위치한 블룸필드 스타디움에서 개최되었다. 리그 1 2020-21 시즌 우승 팀인 릴 OSC와 쿠프 드 프랑스 2020-21 시즌 우승 팀인 파리 생제르맹이 경기를 가졌다.
경기는 릴이 1–0으로 승리하였고 PSG는 2013년부터 이어온 우승 행진을 마감했다.

## 개최지 선정
2021년 3월 11일에 LFP는 텔아비브의 블룸필드 스타디움에서 트로페 데 샹피옹을 개최하기로 결정했다. 경기는 2021년 8월 1일로 예정되어 있다.

## 경기 정보

### 상세 정보
| 릴       | 1 – 0 | 파리 생제르맹 |
| -------- | ----- | ------------- |
| 셰카 45′ | 기록  |               |

| 릴 | 파리 생제르맹 |

| GK                | 30 | 레우 자르딩         | 90+2′ |     |
| RB                | 3  | 티아구 잘로         |       |     |
| CB                | 6  | 조제 폰트 (주장)    |       |     |
| CB                | 4  | 스벤 보트만         |       |     |
| LB                | 28 | 헤이닐두 만다바     |       |     |
| RM                | 11 | 루이스 아라우주     | 78′   | 85′ |
| CM                | 21 | 뱅자맹 앙드레       |       |     |
| CM                | 8  | 셰카                |       | 79′ |
| LM                | 7  | 조나탕 밤바         |       | 85′ |
| CF                | 9  | 조너선 데이비드     |       | 76′ |
| CF                | 17 | 부라크 이을마즈     |       |     |
| 교체:             |    |                     |       |     |
| GK                | 40 | 쥘 로               |       |     |
| DF                | 26 | 제레미 피에         |       |     |
| DF                | 27 | 셰이크 니아스       |       |     |
| DF                | 29 | 도마고이 브라다리치 |       | 85′ |
| MF                | 10 | 조나탕 이코네       |       | 85′ |
| MF                | 12 | 유수프 야즈즈       |       | 79′ |
| MF                | 35 | 에인절 고메즈       |       |     |
| FW                | 19 | 이삭 리하지         |       |     |
| FW                | 22 | 티모시 웨아         |       | 76′ |
| 감독:             |    |                     |       |     |
| 조셀린 구르방네크 |    |                     |       |     |

| GK                  | 1  | 케일러 나바스               |       |     |
| RB                  | 2  | 아슈라프 하키미             |       |     |
| CB                  | 24 | 틸로 케러                   | 30′   |     |
| CB                  | 3  | 프레스넬 킴펨베 (주장)      |       | 81′ |
| LB                  | 22 | 압두 디알로                 | 52′   | 66′ |
| CM                  | 21 | 안데르 에레라               |       |     |
| CM                  | 15 | 다닐루 페레이라             | 90+3′ |     |
| CM                  | 36 | 에리크 주니오르 디나 에빔베 |       | 71′ |
| RW                  | 23 | 율리안 드락슬러             | 84′   |     |
| CF                  | 9  | 마우로 이카르디             |       |     |
| LW                  | 29 | 아르노 칼리뮈앙도           |       | 81′ |
| 교체:               |    |                             |       |     |
| GK                  | 30 | 알렉상드르 르텔리에         |       |     |
| DF                  | 20 | 레뱅 퀴르자와               |       | 81′ |
| DF                  | 31 | 엘 샤다일 비쉬아부          |       |     |
| MF                  | 18 | 조르지뇨 베이날둠           |       | 71′ |
| MF                  | 33 | 나탕 비투마잘라             |       |     |
| MF                  | 34 | 사비 시몬스                 |       |     |
| MF                  | 35 | 이스마엘 가르비             |       | 81′ |
| MF                  | 38 | 에두아르 미슈트             |       |     |
| FW                  | 39 | 케니 나게라                 |       |     |
| 감독:               |    |                             |       |     |
| 마우리시오 포체티노 |    |                             |       |     |

- 최우수 선수: 셰카 (릴)[1]

| 부심: 다비드 엘리아스 비턴 (이스라엘) 사기 멧잠버 (이스라엘) 대기심: 갈 레이보비츠 (이스라엘) 비디오 판독심: 다비드 퍽스만 (이스라엘) 보조 비디오 판독심: 지브 아들러 (이스라엘) | 경기 규칙 - 전•후반 90분동안 치러진다. - 전•후반 무승부일 경우 승부차기를 통해 우승팀을 가린다. - 9명의 교체 선수를 등록할 수 있으며 최대 5명까지 교체할 수 있다. |